# Attachment Unit Interface

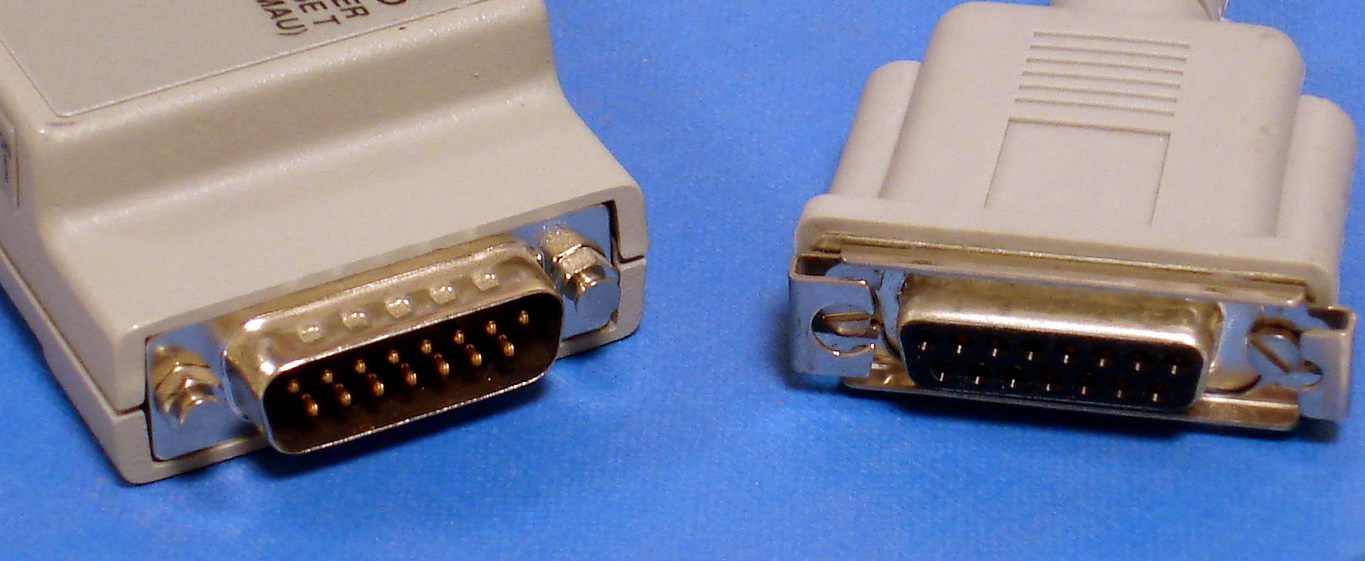
З'єднувачі AUI. Штекерний з'єднувач (ліворуч) знаходиться на пристрої MAU, а гніздовий (праворуч) — на пристрої МАС (наприклад, комп'ютері чи концентраторі)

Attachment Unit Interface (AUI) — фізичний і логічний інтерфейс, визначений в оригінальному стандарті IEEE 802.3 для мереж Ethernet категорії 10BASE5. Фізичний інтерфейс (опціональний) складається з 15-контактного з'єднувача, що забезпечує взаємодію між фізичним рівнем Ethernet і Medium Attachment Unit (MAU), що також відомий як Ethernet-трансивер. Кабель AUI може бути до 50 метрів завдовжки, але найчастіше кабель зовсім не використовувався, а трансивер під'єднувався безпосередньо до потрібного пристрою.
Порти AUI стали досить рідкісними починаючи з 1990-х років, коли у комп'ютерному і мережному обладнанні почали з'являтися вбудовані схеми MAU, особливо з розвитком популярного стандарту 10BASE-T (відповідно, стандарти 10BASE5 (thicknet) і 10BASE2 (thinnet) швидко застарівали). Електричні сигнали AUI деякий час були присутні всередині обладнання. Зі швидким впровадженням стандарту Fast Ethernet порт AUI остаточно застарів, і був повсюдно замінений Media Independent Interface (MII). Gigabit Ethernet і 10 Gigabit Ethernet використовуються відповідно інтерфейси GMII і XGMII.
У 1991 році модифікація AUI з меншим конектором під назвою «Apple Attachment Unit Interface» (AAUI) була представлена для комп'ютерів Apple Macintosh; використання остаточно припинилося 1998 року.

## З'єднувач і електричні сигнали
AUI з'єднувач — типу DA-15 (D-subminiature) зі спеціальною защіпкою замість гвинтових або гайкових кріплень, що дозволяє «зчіпляти» рознімні частини між собою.
| Контакт | Сигнал | Опис                                                       |
| ------- | ------ | ---------------------------------------------------------- |
| 3       | DO-A   | Коло A, вихід даних (Data Out Circuit A)                   |
| 10      | DO-B   | Коло B, вихід даних (Data Out Circuit B)                   |
| 11      | DO-S   | Data Out Circuit Shield (не використовується)              |
| 5       | DI-A   | Коло A, вхід даних (Data In Circuit A)                     |
| 12      | DI-B   | Коло B, вхід даних (Data In Circuit B)                     |
| 4       | DI-S   | Екран входу даних (Data In Circuit Shield)                 |
| 7       | CO-A   | Control Out Circuit A (not used)                           |
| 15      | CO-B   | Control Out Circuit B (not used)                           |
| 8       | CO-S   | Control Out Circuit Shield (not used)                      |
| 2       | CI-A   | Коло A, вхід керування (Control In Circuit A)              |
| 9       | CI-B   | Коло B, вхід керування (Control In Circuit B)              |
| 1       | CI-S   | Екран сигналів входу керування (Control In Circuit Shield) |
| 6       | VC     | Спільний провід (0 вольт)                                  |
| 13      | VP     | Живлення (+12 вольт)                                       |
| 14      | VS     | Екран живлення (не використовується)                       |
| Корпус  | PG     | Екранування (Protective Ground)                            |